# Jan Boelmann
Jan M. Boelmann (* 1980 in Rheinberg) ist ein deutscher Sprachwissenschaftler und Fachdidaktiker.

## Leben
Das 2. Staatsexamen absolvierte er 2013 am ZFSL Münster und der Gesamtschule Berger Feld Gelsenkirchen. An der PH Ludwigsburg war er von 2014 bis 2019 Juniorprofessor für Literarisches Lernen [Primarstufe]. Seit 2019 ist er Professor für deutsche Literatur und ihre Didaktik an der PH Freiburg und Gründungsdirektor des Zentrums für didaktische Computerspielforschung.

## Schriften (Auswahl)
- Literarisches Verstehen mit narrativen Computerspielen. München 2015.
- Interaktive Whiteboards im Unterricht. Das Einsteigerbuch. Donauwörth 2015.
- mit Kathrin Pötter: 55 Methoden für interaktive Whiteboards. Donauwörth 2017.
- mit Lisa König: Literarische Kompetenz messen, literarische Bildung fördern. Das BOLIVE-Modell. Baltmannsweiler 2021.